# Estación de Lucerna
La estación de Lucerna es la principal estación ferroviaria de la comuna suiza de Lucerna, en el Cantón de Lucerna.

## Historia
La primera estación de Lucerna fue abierta en 1856 en el borde del Lago de los Cuatro Cantones, con la apertura del último tramo del Schweizerische Centralbahn (Ferrocarril Central Suizo) que la unía con Olten con la de Basilea. La cercanía del lago, la privilegiada situación en la ciudad, el inicio de las operaciones de barcos de vapor en el lago y la llegada de nuevas líneas de ferrocarril hacia Zug y Zúrich, hacia Berna, la línea del Gotardo y el ferrocarril de vía métrica del Brünig, contribuyeron a que la estación se convirtiese ya en el siglo XIX en un importante nodo ferroviario. 
En 1896 se inauguró una nueva estación que sustituyó a la original, construida en madera. El nuevo edificio, de mayor tamaño que el original, contaba con una cúpula distintiva, y su ubicación había cambiado 90° respecto a la posición del primer edificio. Para acceder a la nueva estación, ya no eran necesarios los pasos a nivel que sí requería el antiguo trazado, puesto que ahora el ferrocarril entraba en la estación mediante terraplenes u otros cambios de cota de la traza ferroviaria. También se procedió a integrar en la estación el ferrocarril del Brünig, y en 1922 se electrificaron las vías de la estación, al electrificarse también la línea hacia Olten y Basilea. El resto de las líneas se fueron electrificando posteriormente. Desde 1910 existían proyectos para ampliar la estación, ya que había aumentado la demanda y operaba al límite de su capacidad, pero estos planes fueron frenados por el comienzo de la Primera Guerra Mundial.
La estación fue destruida por un grave incendio acaecido en febrero de 1971, en el que afortunadamente no hubo víctimas mortales. Mientras se decidía la reconstrucción de la estación, se edificaron unas construcciones provisionales para poder continuar prestando el servicio ferroviario. En 1980 se lanzó por parte de los SBB-CFF-FFS, Correos suizos, el cantón y la ciudad de Lucerna un concurso arquitectónico para la remodelación integral de la estación, también pensando en el enfoque del ferrocarril en el futuro de Lucerna y su integración en la ciudad.
Finalmente, la nueva estación fue diseñada por Santiago Calatrava, y cuenta con unos andenes más largos que los anteriores y un centro comercial subterráneo entre otras novedades. En 1998 se construyó una conexión subterránea al cercano centro de convenciones y cultura, y en 1999 se adaptó la estación a la llegada de los nuevos trenes de doble piso de los SBB-CFF-FFS

## Situación

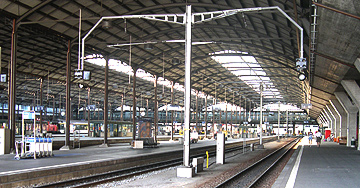
Interior de la marquesina de la estación de Lucerna.

La estación se encuentra en el centro del núcleo urbano de la ciudad de Lucerna, muy cerca de la orilla del lago de los Cuatro Cantones. Además de las vías de los andenes de la estación, cuenta con dos grandes playas de vías para el apartado y estacionamiento de trenes y vagones tanto de viajeros como de mercancías que esperan para prestar de nuevo servicio, así como un depósito de locomotoras y automotores, que cuenta con una placa giratoria.
De la estación nacen varias líneas :
- Línea Lucerna - Olten.
- Línea Lucerna - Zúrich.
- Línea Lucerna - Berna.
- Línea Lucerna - Lenzburg, conocido como Seetalbahn
- Línea Lucerna - Immensee, donde nace la línea del Gotardo.
- Línea del Brünig (Vía métrica).

## Servicios ferroviarios
El principal operador ferroviario en la estación de Lucerna es SBB-CFF-FFS, aunque también está ZentralBahn, el operador de la línea del Brünig o SOB (SudÖstBahn).

### Larga distancia

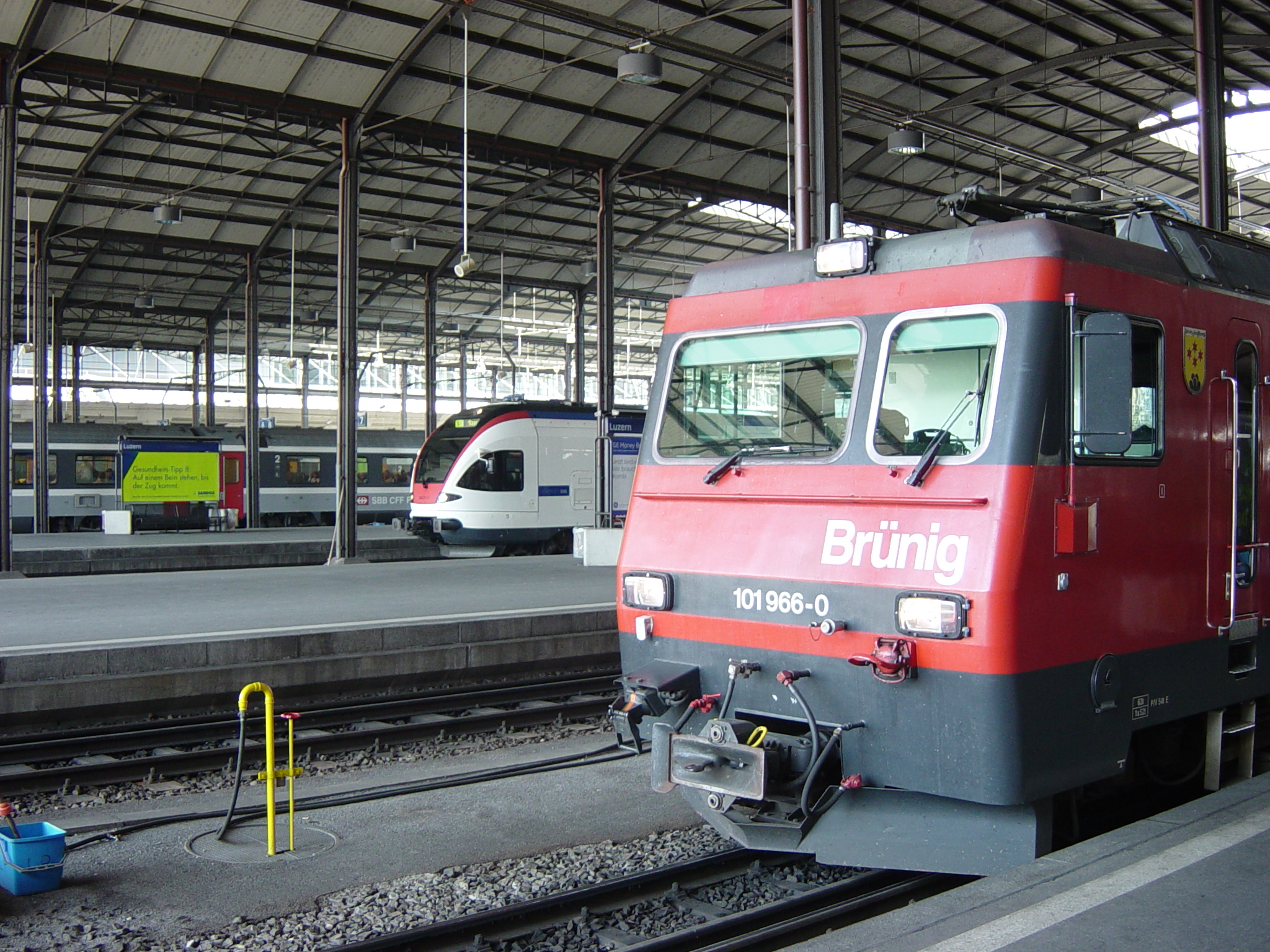
Trenes en la marquesina de la estación de Lucerna

- EC Basilea SBB - Olten - Lucerna - Arth-Goldau - Bellinzona - Lugano - Chiasso - Como S. Giovanni - Milán. Un único tren diario por sentido.
- ICN Basilea SBB - Olten - Lucerna - Arth-Goldau - Bellinzona - Lugano.
- IR Ginebra-Aeropuerto - Ginebra-Cornavin - Lausana - Friburgo - Berna - Zofingen – Sursee - Lucerna.
- IR Basilea SBB - Olten - Lucerna - Arth-Goldau - Schwyz - Brunnen - Flüelen - Erstfeld - Göschenen - Airolo - Faido - Biasca - Bellinzona - Cadenazzo - Locarno.
- IR Basilea SBB - Liestal - Sissach - Gelterkinden - Olten - Zofingen – Sursee – Lucerna.
- IR Zúrich - Thalwil - Baar - Zug- Rotkreuz - Lucerna. Trenes cada hora en cada dirección.
- IR Zúrich-Aeropuerto - Zúrich-Oerlikon - Zúrich - Thalwil - Zug - Lucerna. Servicios cada hora por sentido.
- IR Lucerna - Meiringen - Interlaken-Ost. Operado por ZentralBahn (Línea del Brünig).
- IR Lucerna - Engelberg. Operado por ZentralBahn.
- IR Voralpen Romanshorn - Neukirch-Egnach - Muolen - Häggenschwil-Winden - Roggwil-Berg - Wittenbach - San Galo-San Fiden - San Galo - Herisau - Degersheim - Wattwil - Uznach - Schmerikon - Rapperswil - Pfäffikon - Wollerau - Biberbrugg - Arth-Goldau - Küssnacht am Rigi - Meggen Zentrum - Lucerna Verkehrshaus - Lucerna. Servicios cada hora. Operado por SOB.

### Regionales
- RE Berna - Konolfingen - Langnau - Wolhusen - Lucerna.
- RE Olten - Zofingen – Sursee – Lucerna.

### S-Bahn Lucerna
La estación de Lucerna es el epicentro de la red de cercanías S-Bahn Lucerna, que junto a la red S-Bahn Zug conforman una gran red de trenes de cercanías en el centro de Suiza.
- S 1 Lucerna - Rotkreuz - Cham - Zug - Baar
- S 3 Lucerna - Lucerna Verkehrshaus - Meggen - Küssnacht am Rigi - Arth-Goldau - Brunnen - Erstfeld
- S 4 Lucerna - Hergiswil - Dallenwil
- S 5 Lucerna - Hergiswil - Giswil
- S 6 Lucerna - Wolhusen - Huttwil - Langenthal
- S 61 Lucerna - Malters - Schachen LU
- S 18 Lucerna  - Emmenbrücke - Sempach - Sursee
- S 9 Lucerna - Beinwil am See - Lenzburg

Las líneas S 2 y S 7 son las únicas de la red de cercanías de Lucerna que no pasan por esta estación.